# 李成梁
李成梁（1526年—1615年），字汝契，号引城，铁岭（今辽宁铁岭）人， 明朝后期将领，朝鮮人李英後裔。
李成梁前後兩次任遼東總兵，第一次是二十二年，第二次是八年，一共三十年時間。镇守辽东30年期间組織遼東鐵騎，先后十次奏大捷。《明史》說李成梁“英毅驍健，有大將才……”“帝輒祭告郊廟，受廷臣賀，蟒衣、金繒，歲賜稠疊。邊帥武功之盛，兩百年來所未有”。但晚年因位望益隆，贵极而骄，奢侈无度，万历三十六年被劾罢。万历四十三年卒。

## 生平
李成梁的高祖李英自朝鮮投奔明朝，授世鐵嶺衛指揮僉事，遂世居辽东铁岭。成梁早年家貧，不能襲職，四十歲猶為諸生。嘉靖末入京袭职为指挥佥事，积功升为险山参将。隆庆元年（1567年），抗击土蛮汗，入援永平有功，进升为副总兵。隆慶三年，以军功进秩一等。隆慶四年（1570年）九月代替殉職的王治道成為遼東總兵。署理都督佥事，整饬边务，抵御察哈尔部土蛮、内喀尔喀速把亥、炒花，朵颜部董狐狸、长昂，建州女真王杲、王兀堂、叶赫部清佳努、杨吉努，声威大振。隆慶五年，在卓山击败土蛮，以功署理都督同知，世荫千户。又在辽阳北河、前屯、铁岭、镇西诸堡击败土蛮，增秩二等。萬曆元年（1573年），为了加强对建州女真的控制和防御，遼東總兵李成梁擴築寬甸等六堡。六堡位于鸭绿江以西，毗连建州女真，地理位置重要。
萬曆二年（1574年），女真首領、建州都指挥王杲大舉犯擾遼陽、瀋陽。李成梁督兵進剿王杲所在的古勒寨，斬首一千餘級。王杲再出兵犯边，又为明军所败，王杲被捕磔死。李成梁以功进左都督，世荫都指挥同知。民間傳言此役努爾哈赤與其弟舒爾哈齊被俘，為李成梁收留，充當僕役。万历三年，击败土蛮、炒花，加太子太保，世荫锦衣千户。次年，击败黑石炭、大委正。万历五年（1577年）五月，土蛮再次入寇，联营直至辽河以东，李成梁袭击土蛮，大胜而还。万历六年（1578年）正月，速把亥集合土蛮军大举入寇，李成梁再击溃之，加太保，世荫本卫指挥使，世荫指挥佥事。十二月，击败速把亥、炒花等三万骑，晋封宁远伯。万历七年，败土蛮对锦州等的进犯。

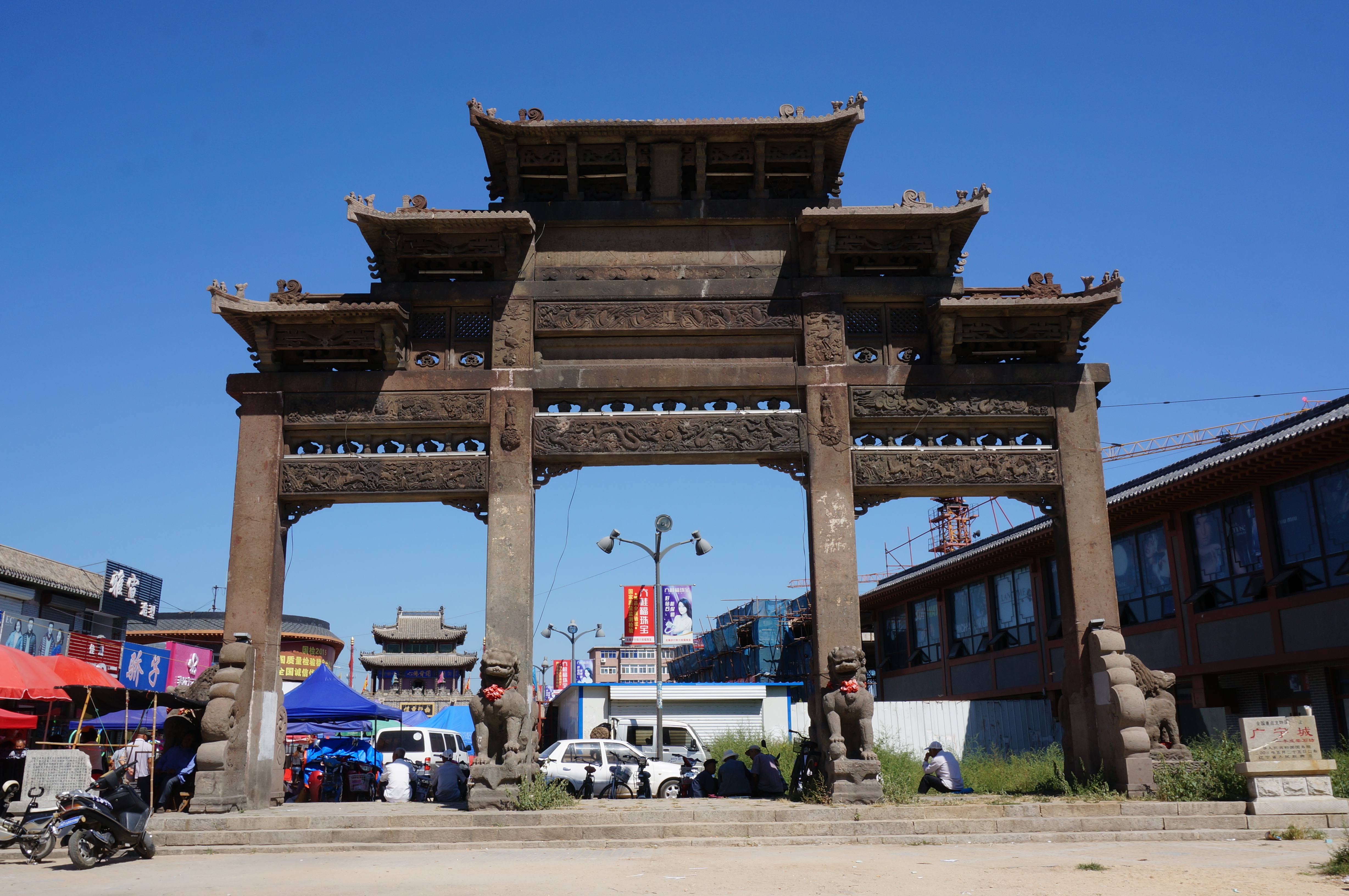
遼寧錦州北鎮广宁城李成梁石牌坊

明萬曆八年（1580年），皇帝為表彰李成梁鎮守遼東軍功，建石坊（位於今日遼寧省錦州北鎮市）在永奠堡等地击破建州都督王兀堂。萬曆九年初，击败土蛮汗、黑石炭。
萬曆十年（1582年）三月，李成梁派李平胡在镇夷堡击杀速把亥，以镇抚辽东之功，世荫锦衣指挥使。王杲子阿太（亦作阿臺）和明作對，九月，遼東總兵李成梁進攻阿太之古勒寨。
萬曆十一年（1583年）二月，李成梁再度發兵攻王杲之子阿臺，阿臺中箭身亡。录功，世荫指挥佥事。努爾哈赤的父親塔克世是王杲的孫女婿，死於這次戰鬥。努爾哈赤日後統一女真各部，建立後金之後，欲為報父祖之仇為藉口叛明“七大恨”之一。十二月，与巡抚李松谋斩叶赫部首领清佳努、扬吉努，世荫锦衣卫指挥使。萬曆十三年，击退速把亥子把兔儿对沈阳、开原、铁岭等地进犯，改荫都指挥使。
李成梁晚年在軍事上常谎报军情，杀良冒功，在長子李如松死後生活上更是逐漸貴極而驕，奢侈無度，“全遼商民之利盡籠入已，以是灌輸權門，結納朝士，中外要人無不飽其重賕，為之左右”。李成梁的家院“附郭十餘里，編戶鱗次，樹色障天，不見城郭。妓者至二千人，以香囊數十綴於繫襪帶，而貫以珠寶，一帶之費，至三四十金，數十步外，即香氣襲人，窮奢極麗”。万历六年三月，发生李成梁所部杀降冒功的事，张居正知有隱情，但对李成梁父子有所偏袒。張居正死後，李成梁照常侵吞边饷，杀良冒功，盡露暮气。萬曆十九年（1591年），以谎报战功，李成梁為言官所劾罷官。
萬曆二十九年（1601年）為大學士沈一貫力薦成梁復起遼東，此時老將已無遠志，辽东少事，以阅视叙劳，加封太傅，再镇辽东。萬曆三十四年（1606年），成梁以“地孤悬难守”，棄遼左六堡，徙六萬四千餘戶居民於內地，“居民恋家室，则以大军驱迫，死者狼藉”，大受朝野譴責。萬曆三十六年（1608年）又被劾罷，熊廷弼守遼東時，指出李成梁罪可至死。万历四十三年（1615年）卒於北京，葬仰山之北（今北京附近）。

## 后事
成梁死後三年，萬曆四十六年（1618年），努爾哈赤詔告對明朝的“七大恨”檄文，正式對朝廷宣戰。 

## 家庭
成梁多子，長子李如松曾威震朝鮮，擊敗小西行長，其他如李如柏、李如楨、李如樟、李如梅，族子李如梓、李如梧、李如桂、李如楠等，皆驍勇善戰，有父兄之風，時人譽“李家九虎將”。
女婿韩宗功。
後裔入清朝為漢軍旗人，家族分支后代有清朝正黄旗汉军隐士诗人李锴家族、正蓝旗汉军河道總督李宏与巡抚巴哈布家族。

## 在中国的先世
据《李氏谱系》的记载（康熙壬寅（1722年）十世裔孙李树德重修）， 铁岭李氏原是唐末年渡鸭绿江，朝鲜人则认为这一支家族是出自星州李氏，14世纪末在始祖李膺尼带领下由朝鲜迁至铁岭，后编入明朝卫所并出仕做官。
族谱以出任铁岭卫指挥佥事的李英为一世祖，之上还有李哲根穗、李和山、李厦霸努、李把图理、李膺尼五位祖先，但“因鼎革，碑记残毁，谱系散失，是以五位之世次无考未敢妄注也”。
第二世为李文彬，第三世为李春英（或作李春美），第四世李泾，均世袭铁岭卫指挥佥事。李泾有子四人，居长者即明末辽东名将李成梁。李氏从第三世春字辈起，五个兄弟析为五房。李成梁一系属老长房，以下依次为老二房、老三房、老四房、老五房。

## 与努尔哈赤的关系
萬曆十一年（1583年）二月，李成梁發兵攻王杲之子阿臺，努爾哈赤的父親塔克世是王杲的孫女婿，死於這次戰鬥。塔克世雖屬王杲一系，但已歸附李成梁，卻因此戰死，實為成梁與尼堪外蘭故意為之，對此努爾哈赤極為不滿：“我祖、父何故被害？汝等乃我不共戴天之仇也！汝何为辞？”成梁自知理虧，將塔克世的土地、人馬等送給努爾哈赤，令讓他承襲都督指揮銜，以為補償。努爾哈赤後統一女真各部，建立後金之後，欲為報父祖之仇為藉口叛明“七大恨”之一。李成梁晚年仍与努尔哈赤往来甚密，曾一度有倚仗努尔哈赤之兵袭占朝鲜自立的野心。于边事又常敷衍，只要努尔哈赤表示忠心，即“保奏给官”，甚至“弃地以饵之”，因此被宋一韩、熊廷弼等廷臣所参劾。建州势力能够在辽东崛起，甚至清朝成功建立，也与李成梁的包庇和輕視不无关系，為清兵入關也埋下伏筆，間接促使日後明朝沒法鎮壓中原農民軍，因此需為明朝滅亡負上一定的责任。